# Janusz Michał Różański
Janusz Michał Różański (ur. 8 września 1959 w Nowym Targu) – polski architekt wnętrz, pisarz, prozaik i działacz społeczny.

## Życiorys
W 1986 roku ukończył studia na Wydziale Architektury Wnętrz Akademii Sztuk Pięknych w Krakowie.
W latach 1979–1989 organizował pomoc dla szkół polskich, litewskich i białoruskich w ZSRR oraz dla polskich zespołów folklorystycznych Wilia, Wilenka i Mała Wilenka, we współpracy z Tadeuszem Goniewiczem. W latach 80. XX wieku był redaktorem czasopisma „Lithuania” oraz ilustratorem i kolporterem wydawnictw podziemnych. W latach 1985–1986 prowadził wykłady monograficzne o Litwie na Chrześcijańskim Uniwersytecie Robotniczym im. ks. kardynała Stefana Wyszyńskiego, założonym przez księdza Kazimierza Jancarza w Nowej Hucie. Wykładał także w ramach Towarzystwa Kursów Naukowych. Publikował m.in. w pismach „Kultura” (pseud. Jan Michał Olita) oraz „W drodze”. Wraz z Leszkiem Bednarczukiem, Andrzejem Drawiczem i Marianem Zaczyńskim był współautorem Listu do „Braci Litwinów”, który podpisało ponad pięćdziesięciu przedstawicieli kultury i nauki. List ten został przedrukowany w szeregu czasopism podziemnych. Będąc manifestem ideowym „Lithuanii”, stał się u progu lat 90. XX wieku wykładnią ideologiczną dla demokratycznej opozycji litewskiej i polskiej w budowaniu przyjaznych stosunków.
Po 1989 roku zajął się głównie działalnością artystyczną i projektowaniem wnętrz. Wraz ze Zbigniewem Jasakiem był w 1996 roku współautorem przebudowy budynku Poczty Głównej w Krakowie, a konkretnie zwieńczenia ryzalitu narożnego postmodernistyczną kopułą, nawiązującą do dawnej architektury budynku . Zaprojektował wnętrze kawiarni Cafe Caroline w Krakowie, w 2010 roku ta realizacja została uznana przez warszawskie „Publiczne Wnętrza” za jeden z pięciu najlepszych lokali w Polsce w kategorii kawiarni i restauracji . Współpracuje z Galerią Olympia w Krakowie .

## Wystawy
- 2013: „Piękny mebel” w Galerii Olympia – wystawa indywidualna, manifest Różańskiego przeciwko powszechnej estetycznej bylejakości i ujednoliceniu przestrzeni domowej, będących spuścizną PRL-owskiej standaryzacji i społecznej mimikry. Krytyk podkreślał, że polska tradycja wzornicza, jeszcze w latach 20. XX wieku doceniana na arenie międzynarodowej (np. na Wystawie Światowej w Paryżu w 1925), została później zignorowana przez państwo i media. Różański, konsekwentnie działający poza obowiązującymi trendami, połączył ironię z rzemieślniczym kunsztem: za ozdobnymi fasadami umieścił zwykłe płyty laminowane i chińskie zawiasy, prowokując pytania o autentyczność i źródła piękna[4] .
- 2015: „16 lat i siedem dni…” w Galerii Olympia – wystawa zbiorowa z okazji 16-lecia istnienia galerii[6]

## Publikacje
- [Bonowicz W., Sobol M., Pasewicz E., Baran M., Kędzierski I., Różański J.M., Prus M.P., Oparek J., Świetlicki M., Wiedemann A.]: Opowiadania dla Alberta. M. Świetlicki (red.). Kraków: 2014. ISBN 978-83-922250-3-4. Brak numerów stron w książce
- Olita J.M. (pseud.). Polacy, Litwini, Rosjanie. „Zeszyty Historyczne (Paryż)”. 71 (403), s. 22–34, 1985.
- Różański J.M.: Antyk w architekturze i sztuce XIX wieku. W: Hieroglifem pisane dzieje... Starożytny Wschód w wyobraźni romantyków. (red.) W. Szturc, M. Bizior-Dombrowska. Warszawa: 2007, s. 143–178. ISBN 978-83-7181-500-3.
- Różański J.M.: Pan Tadeusz Adama Mickiewicza. Refleksja nad tekstem. Kraków–Chojnice: 2011. ISBN 978-83-9315-320-6. Brak numerów stron w książce

Książka stanowi próbę wykazania zależności między Panem Tadeuszem Adama Mickiewicza a Porami roku Kristijonasa Donelaitisa. Różański zestawia oba utwory, wskazując na liczne zbieżności stylistyczne i kompozycyjne oraz sugerując, że Mickiewicz celowo przemilczał źródło inspiracji. Publikacja ma charakter literackiego śledztwa w sprawie możliwego zapożyczenia  .
Według recenzji redakcji „Głosu z Litwy” Różański podkreśla, że poemat Donelaitisa rzadko bywa wymieniany wśród inspiracji Mickiewicza, choć – jego zdaniem – to właśnie on stanowił wzór dla Pana Tadeusza. Autor posuwa się do stwierdzenia, że epopeja Mickiewicza jest genialnym plagiatem Pór roku, a swoje stanowisko uzasadnia licznymi zestawieniami, m.in. nazw grzybów, ptaków i potraw, wspólnych dla obu utworów. Przypomina także, że Mickiewicz znał niemiecki przekład poematu Donelaitisa na długo przed napisaniem własnego dzieła. Różański zwraca również uwagę na pominięcia i nieścisłości w przedstawieniu litewskich realiów, np. brak wzmianki o lnianym płótnie w stroju litewskim czy o charakterystycznych litewskich krzyżach. Oprócz analizy porównawczej książka zawiera bogatą bibliografię, opracowanie graficzne oraz streszczenia w językach litewskim, niemieckim i angielskim, co czyni ją materiałem do ponownej dyskusji nad genezą dzieła Mickiewicza .

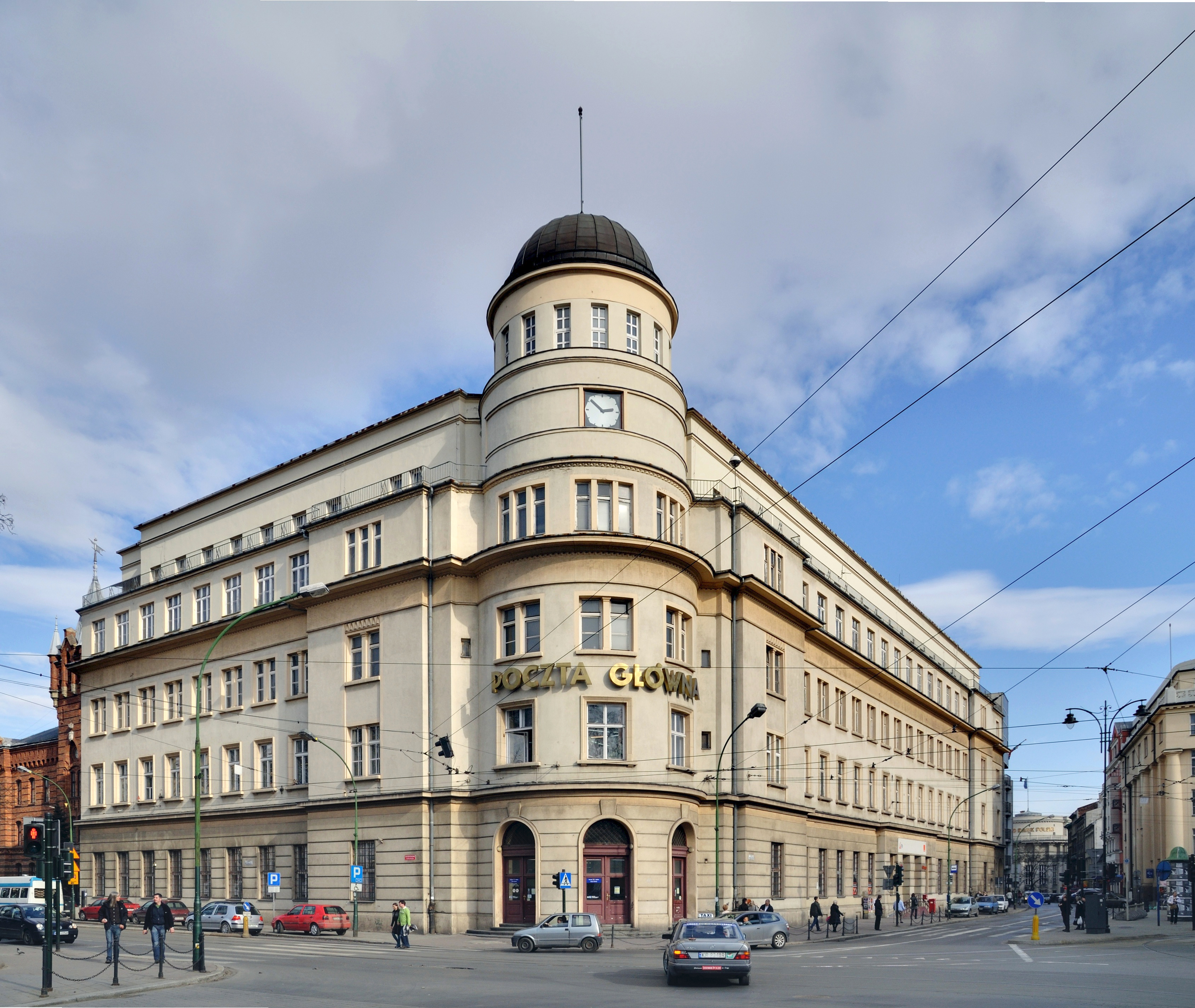
Poczta Główna w Krakowie z postmodernistyczną kopułą współautorstwa Różańskiego
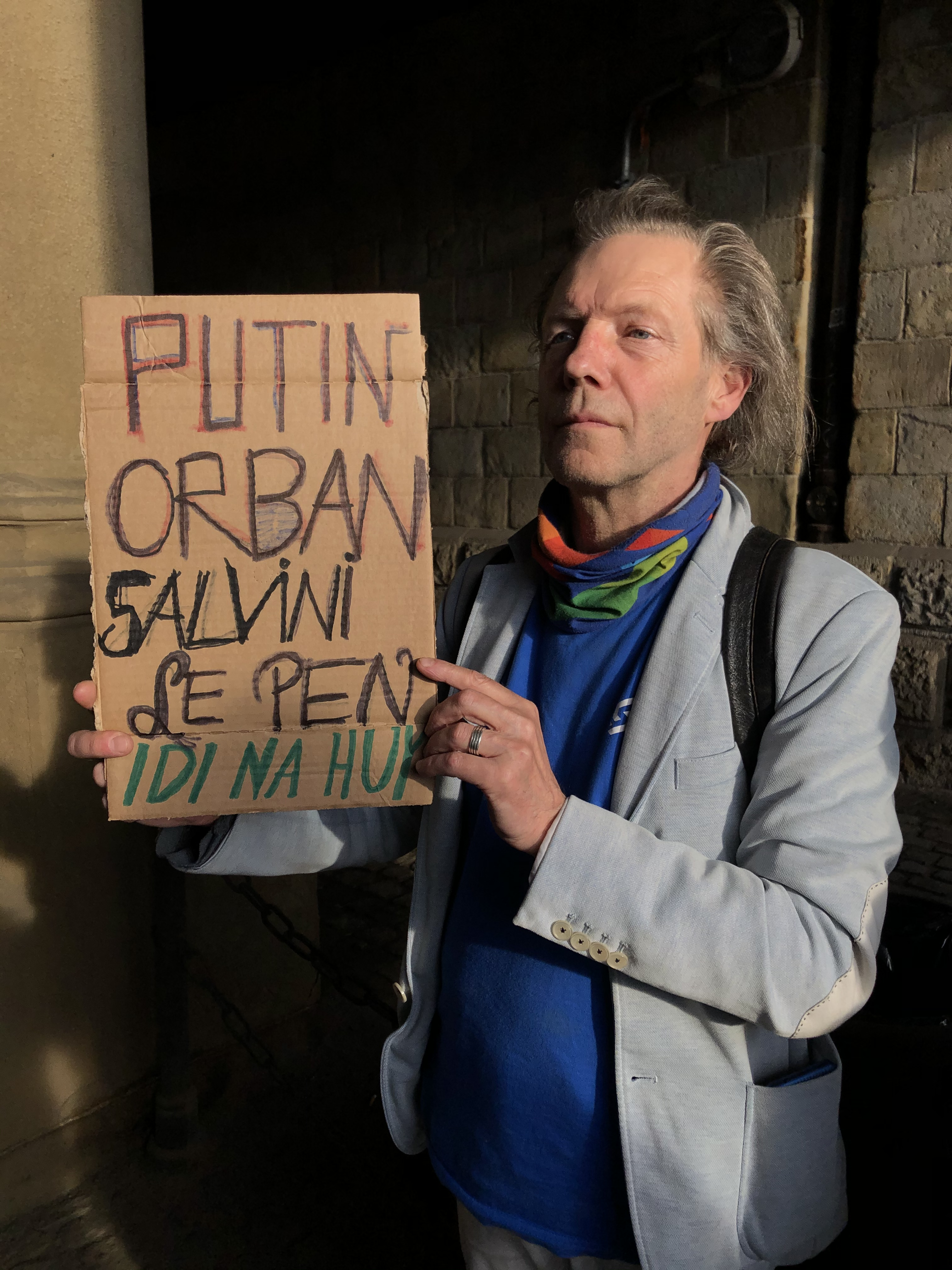
Różański z antyputinowskim transparentem podczas protestu solidarności ze społeczeństwem Ukrainy w obliczu inwazji rosyjskiej (2022)